# Phytomyptera atra
Phytomyptera atra là một loài ruồi trong họ Tachinidae.